# Baburo
Baburo (en idioma mayo Bä buuru: "Mucha agua") es una congregación del municipio de Huatabampo ubicada en el sur del estado mexicano de Sonora en la zona del valle del Mayo. Según los datos del Censo de Población y Vivienda realizado en 2020 por el Instituto Nacional de Estadística y Geografía (INEGI), Baburo tiene un total de 369 habitantes.

## Geografía
Baburo se sitúa en las coordenadas geográficas 26°51′3″ de latitud norte y 109°41′53″ de longitud oeste del meridiano de Greenwich, a una elevación de 8 metros sobre el nivel del mar, se encuentra cerca de la costa con el Mar de Cortés.